# Хороший мальчик (фильм, 2016)
«Хоро́ший ма́льчик» — российский комедийный художественный фильм режиссёра Оксаны Карас, обладатель Гран-при XXVII Открытого российского кинофестиваля «Кинотавр», победитель зрительского голосования, организованного порталом «КиноПоиск» в период «Кинотавра», а также обладатель приза «Золотая ладья» за III место в зрительском конкурсе «Выборгский счет» в рамках XXIV Фестиваля российского кино «Окно в Европу». Выпущен в прокат 10 ноября 2016 года компанией WDSSPR.
Фильм создан российскими кинокомпаниями «2D films» и «Арт Пикчерс Студия» при поддержке Министерства культуры РФ и включён в список из 45 ожидаемых российских фильмов 2016 года по версии портала «КиноПоиск». Слоган: «Вырастешь — поймёшь!».
Телевизионная премьера состоялась 17 сентября 2017 года на «Первом канале»

## Сюжет
Школьник Коля Смирнов живёт с родителями и братом. В семье он вроде как самый умный, и периодически вставляет шпильки отцу. Отец работает дома, торгует по телефону неким здоровым питанием. Мама — бухгалтер. Брат учится в той же школе, но, по-видимому, плевать хотел на младшего. Он периодически дразнит Колю, подсовывает ему газовый баллончик вместо дезодоранта. В школе у Коли проблемы с английским, поэтому учительница Алиса Денисовна предлагает зайти к ней вечером и взять диск с дополнительными заданиями по предмету. 
На физкультуре друг Коли по кличке Спича рассказывает о мифическом персонаже Писуне, который ходит по городу и писает на людей. После физкультуры Коля со Спичей сидят на крыше и наблюдают за тем, как директор школы Дронов и учитель информатики Станислав Ильич безуспешно пытаются воспитывать Ксюшу, дочь директора, которая вызывающе ведёт себя на уроках и целуется с хулиганом Багдасаром. Директор замечает Колю и Спичу на крыше и прогоняет их оттуда. В актовом зале школьники репетируют польку. Завуч демонстрирует на видеозаписи, как замечательно танцевал в детстве их учитель информатики Станислав Ильич. Коля репетирует в паре с той самой Ксюшей. После репетиции, Коля подкатывает к ней, хотя она учится в классе на год старше, с предложением вместе погулять, но она ему отказывает, сказав, что мечтает о розовом Porsche и о том, чтобы сгорела школа. 
После уроков Коля и Спича среди прочих школьников наблюдают за тем, как местный хулиган Багдасар издевается над одним из учеников. В процессе экзекуции к Багдасару подходит Ксюша, они целуются. Коля отправляется к учительнице за диском, однако учительница оказывается выпившей, приглашает его зайти в квартиру и начинает делиться с ним своими переживаниями. Коля ведёт с ней, как ему кажется, взрослый разговор. Алиса Денисовна угощает его вином, показывает фильм на английском языке в качестве дополнительного материала по английскому и внезапно понимает, что чуть его не поцеловала. Ошарашенная собственным поведением она уходит в ванную, чтобы прийти в себя, а Коля решает, что сейчас у них случится близость, и бежит домой, чтобы принять душ. Дома он сталкивается с отцом, который объявляет о переходе семьи на космический режим 12/36, подразумевающий тридцать шесть часов бодрствования и двенадцать часов сна. Колю он из дома не выпустил, а полночи вместо сна заставил всех делать ремонт.
Утром Коля обнаруживает, что в школе сгорела пристройка, где должен был открыться класс информатики с новыми компьютерами. Поговорить с Алисой Денисовной не удалось, но зато Колю подзывает для разговора Ксюша, уверенная в том, что он поджег школу после её вчерашнего откровения. Она предлагает ему обменяться телефонами, после чего Коля щупает её за грудь, и отказывает ей в развитии взаимоотношений, так как у него начался некий взрослый роман. На уроке физкультуры появляется директор с завучем и следователем, и они объявляют, что виновный в поджоге будет обязательно пойман — по их данным он находится среди учеников. После уроков Коля рассказывает Спиче про свои приключения с Ксюшей и Алисой Денисовной, и Спича настаивает на том, чтобы Коля пошёл к учительнице для продолжения их романа. Когда Коля приходит к Алисе, то она объясняет ему, что произошедшее между ними было ошибкой. Коля замечает в её квартире какую-то мужскую обувь. Пока Коля сидит во дворе и переваривает услышанное, из подъезда выходит директор Дронов и здоровается с ним. Коля переживает произошедшее. Когда он приходит домой, то отец вызывает его на откровенный разговор про девчонок, который, впрочем, оказывается нелепым. По окончании беседы отец даёт сыну презервативы.
Утром брат Коли отказывается идти в школу, сказавшись больным. На уроке английского Спича демонстрирует Коле какие-то обугленные жесткие диски, которые он нашёл в сгоревшей пристройке. По его словам, диски жутко устаревшие, и не могли быть новыми. Алиса Денисовна просит соблюдать на уроке тишину, но Коля хамит ей при всех. Учительница выгоняет его из класса. Возле двери в класс Коля обнаруживает учителя информатики Станислава Ильича, он явно подслушивал. Коля идёт в кабинет директора и спрашивает, что тот делал вчера у Алисы Денисовны. На что Дронов начинает смеяться, потому что узнает в Коле своего бывшего одноклассника Сашу Смирнова, отца Коли, которого в школе все звали Бзданагога. Директор рекомендует не подходить к Алисе Денисовне. В процессе встречи Дронов постоянно подкидывает монетку, и Коля постоянно угадывает сторону — орёл/решка. На прощание он даёт Коле свою визитку. Коля идёт гулять со Спичей, они наедаются какой-то травы, которую посоветовал Спича, и у них начинается приход — они гуляют по району и танцуют в локальном баттле. 
В результате друзья принимают решение, что необходимо заявиться к учительнице через окно. Коля залезает на балкон второго этажа и видит через стекло, что полуобнаженная Алиса Денисовна смотрит телевизор и бреет ноги. Учительница замечает мальчика в окне и ошарашено открывает ему балкон. Шокированный Коля проходит мимо и выходит через дверь. Коля катается на трамвае. Дома во время ужина брат Коли признается всей семье, что это он поджег школу, так как неудачно бросил окурок во время неудавшегося свидания. Семья ссорится, а Коле звонит Ксюша, интересующаяся, куда он пропал — разговор не складывается. Отец считает, что брат отправится за поджог школы в тюрьму, и объявляет, что сегодня ночью они опять не спят. Тогда Коля обзывает его Бзданагогой и убегает из дома. Он звонит Дронову и тот встречается с ним, они находят общий язык. Коле кажется, что Дронов замечательный человек и настоящий мужик. Дронов отвозит Колю домой. В пути он опять замечает, что Коля всегда угадывает сторону монетки, сколько её ни подбрасывай.
Утром в школе Спича сообщает Коле, что его будет бить Багдасар. Во время экзекуции Коли, где Багдасар ему предъявляет обвинение в домогательствах к Ксюше, у забора внезапно появляется загадочный персонаж, который предлагает Багдасару сто рублей. Тот с интересом подходит ближе, но персонажем оказывается Писун. Он писает на Багдасара, обесценивая таким образом его авторитет. Коля и Спича гуляют и смеются над произошедшим. Коле звонит Ксюша и приглашает его на свидание. Коля идёт в кабинет Алисы Денисовны и сообщает ей, что у него теперь есть девушка, и он идёт на свидание. На прощанье радуется за неё и Дронова — он считает, что у них всё будет хорошо. На улице к Коле подъезжает Дронов и предлагает ему куда-то съездить. Выясняется, что Дронов решил испробовать везучесть Коли и отвез его в подпольное казино. Там после нескольких неудач Коля выигрывает крупную сумму. Они едут в кафе, где разговаривают по душам. Возле машины к Дронову подходят какие-то странные люди и о чём-то разговаривают с ним. Дронов просит у Коли в долг его выигрыш и отдаёт его этим людям. Дома Коля разговаривает по телефону с Алисой Денисовной и смотрит на фотографии Ксюши в социальных сетях.
Утром Коля идёт на свидание с Ксюшей у неё дома. Они целуются, но затем Коля начинает рассуждать о её отце, о том, какой он крутой, и они ссорятся. Ксюша показывает ему фотографии второй жены и ребёнка Дронова. Коля шокирован, потому что это не Алиса Денисовна, а совершенно другая женщина. Коля идёт расстроенный по набережной и встречает тех трёх людей, которые забрали у Дронова деньги. Они угощают его шашлыком и просят передать директору, что с компьютерами всё будет «ништяк». Коля вызывает на разговор Алису и показывает ей фотографии. Та в расстройстве. Коля провожает Алису домой. На лестничной клетке они встречают Станислава Ильича с цветами. Тот делает Алисе Денисовне предложение. Алиса высмеивает его. Коля и Станислав Ильич сидят грустные на качелях во дворе, и Коля предлагает учителю какой-то план, связанный с умением учителя танцевать. 
Дома с Колей разговаривает отец, сообщающий нелицеприятные вещи о Дронове. Рассказывает о том, как тот вёл себя в школе с девочками. Коля сообщает своему брату, чтобы тот не переживал из-за поджога школы и тюрьмы. Теперь Коля знает, что действительно поджег класс информатики. Коля берёт газовый баллончик и отправляется к Дроновым. В коридоре его встречает Ксюша, восхищенная его внезапным появлением. Она целует его в ванной. Гостей встречает очень милая жена Дронова. Все ужинают. Коля вызывает директора поговорить на лестничную клетку. Там Коля требует оставить Алису Денисовну в покое, иначе он сдаст Дронова в милицию за поджог школы с целью уничтожить подложные компьютеры. Тем не менее, оказывается, что Коля всё перепутал — никакие компьютеры директор не крал, а те три парня, которым он отдал деньги, купили новые компьютеры для школы. Коля, случайно обрызгав из газового баллончика и Дронова, и его жену, убегает и встречает в парке папу, который его ищет. У них происходит доверительный разговор.
Утром в школе происходит торжественная линейка, на которой все танцуют польку. Затем Коля видит, как Алиса Денисовна отдаёт Дронову заявление об увольнении и уходит прочь. Коля выхватывает у завуча микрофон и во всеуслышанье просит Алису Денисовну вернуться. Он просит у всех прощения и заряжает подготовленный накануне танец Станислава Ильича, как признание в любви учителя информатики учительнице английского. Станислав Ильич танцует, Алиса Денисовна смотрит на него по-новому. Обстановка разрядилась.
Титры рассказывают о дальнейшей судьбе героев. Коля начал встречаться с Ксюшей. Дронов ушёл из семьи, но затем вернулся. Станислав Ильич и Алиса Денисовна поженились. Писун продолжил ходить по городу и писать на людей.

## В ролях
| Актёр                | Роль                                          |
| -------------------- | --------------------------------------------- |
| Семён Трескунов      | Коля Смирнов                                  |
| Михаил Ефремов       | Владимир Анатольевич Дронов директор школы    |
| Константин Хабенский | Александр Смирнов папа Коли                   |
| Анастасия Богатырёва | Ксюша Дронова старшеклассница, дочь директора |
| Иева Андреевайте     | Алиса Денисовна учительница английского языка |
| Александр Паль       | Станислав Ильич учитель информатики           |
| Василий Буткевич     | Спича друг Коли                               |
| Ирина Пегова         | Мария Дронова жена директора                  |
| Ирина Денисова       | Ирина Смирнова мама Коли                      |
| Татьяна Догилева     | завуч                                         |
| Александр Стефанцов  | следователь                                   |
| Олег Соколов         | Писун                                         |

## Съёмочная группа
- Режиссёр-постановщик — Оксана Карас
- Авторы сценария — Михаил Местецкий, Роман Кантор
- Оператор-постановщик — Сюзанна Мусаева
- Художник-постановщик — Тимофей Рябушинский
- Композиторы — Михаил Морсков, Артем Федотов, группа NEOPOLEON
- Продюсеры — Василий Соловьев, Юрий Храпов, Анна Пескова, Фёдор Бондарчук, Дмитрий Рудовский

## Саундтрек
| Исполнитель                        | Название композиции |
| ---------------------------------- | ------------------- |
| Полина Гагарина                    | Мы — Вселенная!     |
| NEOPOLEON                          | My Illusion         |
|                                    | Sorry Glory         |
| Soul Surfers feat. Rickey Calloway | Get It Right        |
| ilLegal Content feat. Steppa Style | Call Pon Me Phone   |
| Mr.Pteez                           | Workout 83          |

## Создание
Михаил Местецкий сам предложил продюсерам тематику фильма. Изначально продюсеры намеревались заказать Местецкому, как соавтору сценария фильма «Легенда № 17», спортивную драму.
На роль Алисы Денисовны рассматривалась Светлана Ходченкова.
На роль Дронова также рассматривались Сергей Пускепалис, Фёдор Бондарчук, Владимир Машков и Михаил Пореченков.
Семён Трескунов впервые пришёл на кастинг фильма «Хороший мальчик», когда ему было 11 лет, и это был третий кастинг в его жизни. Тогда он был ещё слишком молод для такой роли. Из-за проблем с финансированием запуск подготовительного периода неоднократно откладывался и к моменту появления инвесторов Трескунов подрос до необходимого по сценарию возраста.
Рабочее название фильма — «Как я проспал всё на свете».
Одной из площадок для школьных съёмок стала заброшенная спортивная школа «Старт». Школа была построена в середине XX века. На её территории находился велодром, а также проводились занятия по парусному спорту в акватории Химкинского водохранилища. Специально для съёмок в школе был сделан косметический ремонт.
На роль Станислава Ильича изначально рассматривался Александр Яценко. Но он отказался от съёмок в фильме «Хороший мальчик» ради участия в проекте «Монах и бес» (реж. Н. Досталь). На роль папы Коли изначально рассматривался Тимофей Трибунцев. Он также отказался от съёмок в фильме ради участия в проекте «Монах и бес».
На роль Писуна изначально рассматривался Александр Ревва.
Продюсеры рассматривали в качестве режиссёра проекта Михаила Местецкого, но после предподготовительного периода он предпочёл реализовать другой свой сценарий «Тряпичный союз». Местецкий рассматривал на роль Дронова актёра Максима Суханова.
В интернет-кастинге на роль Ксюши приняло участие 3 тысячи человек. На очный кастинг было приглашено 100 человек. 25 из них приняли участие в съёмках в эпизодических ролях, а главную роль получила студентка Московского театрального колледжа Олега Табакова Анастасия Богатырёва.
Изначально создатели фильма предлагали Константину Хабенскому другую роль. Константин сам придумал образ своего персонажа, включая усы и нелепые очки. Участвовать в проекте Хабенский согласился, когда узнал, что в фильме задействован Семён Трескунов.
Продюсеры фильма существенно изменили режиссёрский монтаж, чтобы выйти к широкому зрителю.
Продюсер фильма Василий Соловьёв из-за нехватки средств на завершение проекта заложил в ломбард свой автомобиль.
Продюсеры фильма совместно с актёром Хабенским в рамках промо-кампании фильма запустили акцию #чищузубыпомогаю, целью которой был сбор средств в пользу «Благотворительного фонда Константина Хабенского». За каждый подобный хэштег, размещенный в посте с оригинальной имитацией процесса чистки зубов, партнер фильма компания SPLAT переводила на счёт фонда по 10 рублей. В итоге было собрано несколько миллионов рублей, а завершилась акция участием Хабенского в передаче «Вечерний Ургант», так как Константин проспорил продюсерам, что если акция соберёт более 100 тысяч хэштегов, то он почистит зубы в эфире этой передачи. Акция собрала намного больше хэштегов, и в ней приняли участие различные известные персоны: Гоша Куценко, Александр Ревва, Александр Пушной, Анна Хилькевич, Мария Кожевникова, Юлия Топольницкая, Лариса Вербицкая, Алла Михеева, Жанна Бадоева, Нюша, Анастасия Волочкова, Маргарита Мамун, Евгений Петросян, Олег Тиньков и другие. Акция стала самым крупным благотворительным флешмобом 2016 года в России. Общий охват составил более 50 миллионов человек.
Продюсер фильма Василий Соловьев написал книгу «Продюсер», где подробно описал все этапы подготовки и съёмок картины. Также, одновременно с книгой «Продюсер» появился роман «Хороший мальчик», созданный по мотивам сценария картины. Обе книги вышли в одной серии в первую неделю кинопроката ленты.

## Отзывы и оценки
Фильм получил в основном положительные отзывы в российской прессе. О нём писали: «симпатичное кино, не имеющее к жизни и реальности решительно никакого отношения: действительно доброе и даже не фальшивое» (Вести FM), «картина добрая и смешная и, задевая опасную тему, <…> не сваливается в пошлую остросоциальность» (Российская газета), «удивительно живой фильм. За ним чувствуется подростковая, безрассудная, наивная даже смелость, как раз такая, какую авторы приписали своему герою» («Афиша»).
Несколько критиков оценили фильм как средний: «набор недорассказанных и даже порой конфликтующих друг с другом анекдотов, которые не сводятся ни к чему путному» («Ведомости»), «наглядное подтверждение пословицы „на безрыбье и рак рыба“» (Rolling Stone), но резко отрицательных отзывов на фильм не было.

## Награды
- 2016 — Гран-при XXVII Открытого российского кинофестиваля «Кинотавр».[3]
- 2016 — Первый приз зрительского голосования «КиноПоиска» в рамках XXVII Открытого российского кинофестиваля «Кинотавр».[4]
- 2016 — Приз «Золотая ладья» за III место в зрительском конкурсе «Выборгский счет» в рамках XXIV Фестиваля российского кино «Окно в Европу».[5]
- 2016 — Лучшая кинокартина по итогам IX Российского Открытого кинофестиваля «Мужская роль» имени Ивана Мозжухина в Пензе.[37]
- 2017 — Приз за лучший сценарий фильма для семейного просмотра I кинофестиваля «17 мгновений…» имени Вячеслава Тихонова[38].
- 2017 — Приз «Самый увлекательный фильм» и приз «Лучший мальчик-актер» XXV Международного детского кинофестиваля «Алые паруса Артека».
- 2017 — Приз авторам сценария в номинации «Семейное кино» IV премии «Слово»[39].